# Kasiyan Timur
Kasiyan Timur is een bestuurslaag in het regentschap Jember van de provincie Oost-Java, Indonesië. Kasiyan Timur telt 12.508 inwoners (volkstelling 2010).